# Encounter in the Dawn
Az Encounter in the Dawn (magyar nyelven: "Találkozás a hajnalban") Arthur C. Clarke brit író novellája, amely először 1953-ban jelent meg az Amazing Stories magazinban. Az Expedíció a Földre című novelláskötet része. A történet néhány gondolata Clarke 1968-as 2001. Űrodisszeia című regényében és a belőle készült filmben is előfordul.

## Cselekmény
Három tudós, Bertrond, Altman és Clindar egy űrhajó legénységével a Tejútrendszer felmérésére indul. Egy bolygóra bukkannak, amely nagyon hasonlít a saját szülőbolygójukra, és amelyen egy intelligens, de primitív humanoid faj lakik. Az ilyen típusú élet ritka, ezért a három férfi felveszi a kapcsolatot a bolygó egyik lakójával, egy Yaan nevű vadásszal. Yaan nem érti a látogatói nyelvét és technológiáját (amely egy fejlett robotot is tartalmaz), és valamiféle isteneknek tekinti őket.
Bertrond azt reméli, hogy Yaan népét ki tudja emelni a "barbárságból", és elkezdi megismertetni Yaan-t az új technológiával és tudással. A civilizáció azonban, ahonnan a tudósok származnak, összeomlóban van, tisztázatlan okokból, amelyek a "hibákkal" és a csillagok halálával kapcsolatosak. Altman és Clindar ragaszkodik hozzá, hogy mindannyian hagyják ott az expedíciót, és térjenek vissza a szülőbolygójukra. Ennek következtében Yaan népe egyedül marad a fejlődésre, ami több millió évig tarthat.
Indulás előtt a melankolikus Bertrond beszél Yaannak a találkozásuk iróniájáról és tragédiájáról, bár Yaan még mindig nem érti őt. Bertrond több ajándékot is ad Yaan-nak, köztük egy éles pengét és egy működő fáklyát. Ezután felszáll az űrhajóra, amely felszáll és eltűnik az éjszakai égbolton. Yaan rájön, hogy az "istenek" örökre eltűntek, és visszavándorol a falujába. A történet azzal zárul, hogy "több mint ezer évszázaddal odébb Yaan leszármazottai felépítik majd a nagy várost, amelyet Babilonnak fognak hívni", ami elárulja, hogy Yaan népe őskori emberek, bolygójuk, a történet helyszíne pedig a Föld.